# Farragut Square

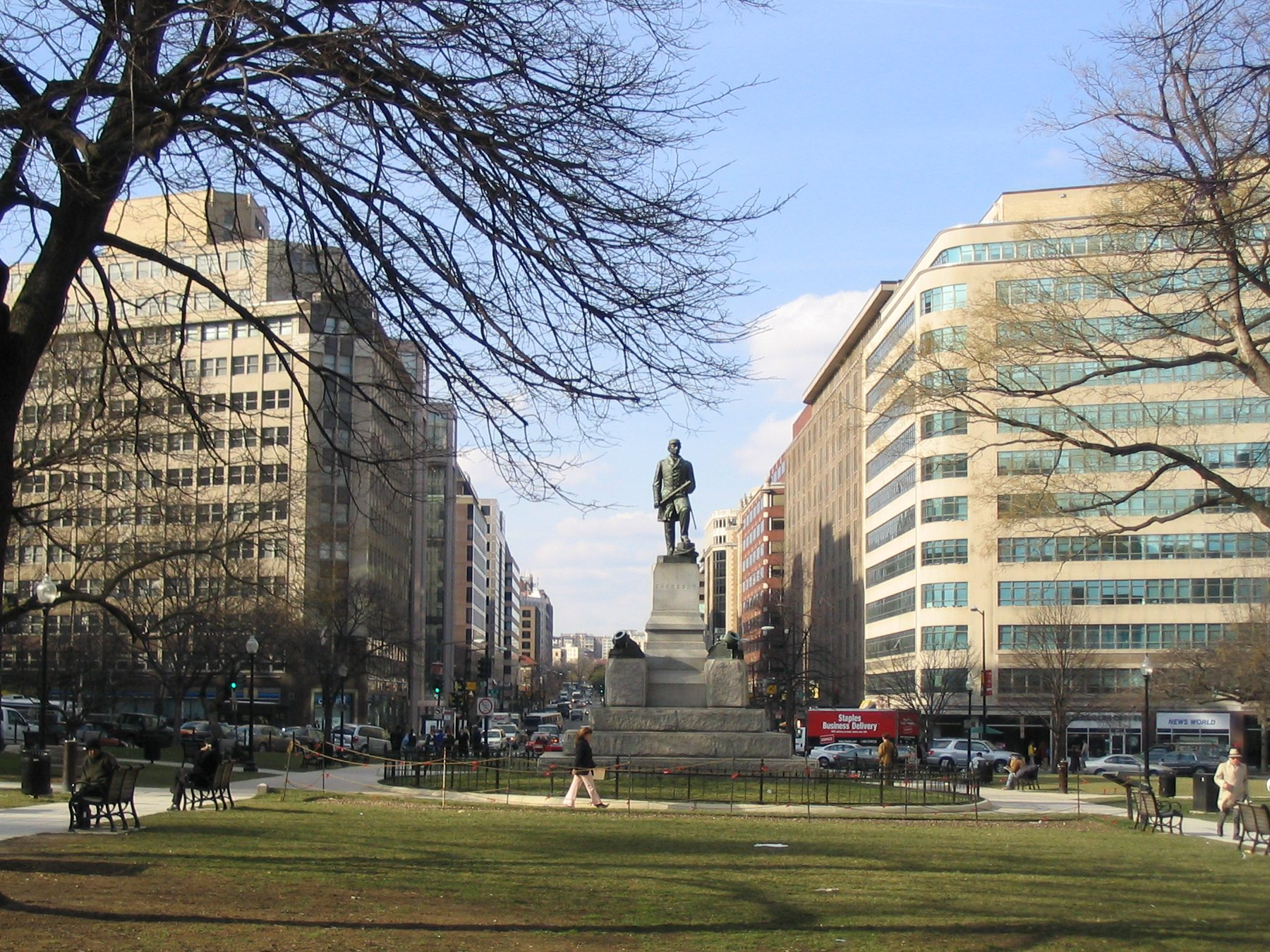
Farragut Square

Farragut Square is een plein in de Amerikaanse hoofdstad Washington D.C. Het ligt aan Connecticut Avenue, nabij het Witte Huis.
Het plein is vernoemd naar David Farragut, een admiraal van de Unie tijdens de Amerikaanse Burgeroorlog. Midden in het plein is een park. Hier staat een standbeeld van admiraal Farragut. Het standbeeld is gemaakt door Vinnie Ream Hoxie en werd in 1881 onthuld door president James Garfield. Het beeld en het park worden onderhouden door de National Park Service.